# Reit im Winkl
Reit im Winkl là một thị trấn nhỏ thuộc bang Bayern, Đức, ở huyện Traunstein. Đô thị này tọa lạc về phía tây nam của Ruhpolding ở Alps.

## Accommodation
- Hotel Oberschmied in Reit im Winkl